# دکربوکسیلاز
دکربوکسیلازها یا کربوکسی لیازها (انگلیسی: Carboxy-lyases) گروهی از آنزیم‌های لیاز هستند که یک گروه کربوکسیل را از مولکول برمی‌دارند یا یک پیوند کربن-کربن ایجاد می‌کنند. این گروه کربوکسیل‌زدایی اسیدهای آمینه را نیز تسهیل می‌کنند مانند گلوتامات دکربوکسیلاز و هیستیدین دکربوکسیلاز.همه ی آمینو اسید دکربوکسیلاز ها برای انجام واکنش به PLP(پیریدوکسال فسفات) نیاز دارند.